# The Cooper Temple Clause
The Cooper Temple Clause es una banda británica de rock alternativo formada en Wokingham, Berkshire en 1998. La agrupación publicó tres álbumes antes de anunciar su separación en 2007, tras la salida de Daniel Fisher.
Luego de firmar un contrato discográfico con RCA en el año 2000 y de publicar algunos sencillos, su álbum debut See This Through and Leave fue publicado en 2002 ante una recepción cálida de la crítica. El siguiente disco, Kick Up the Fire, and Let the Flames Break Loose, le valió reconocimiento internacional a la banda, ayudado especialmente por los sencillos "Promises, Promises" y "Blind Pilots". The Cooper Temple Clause dejó RCA en 2006, firmando con Sanctuary Records para la publicación de su tercer trabajo discográfico un año después, Make This Your Own.

## Músicos
- Tom Bellamy – guitarra, bajo, sintetizador, teclados, voz
- Daniel Fisher – guitarra, bajo, voz
- Ben Gautrey – voz, guitarra, bajo, teclados
- Jon Harper – batería, percusión, coros
- Kieran Mahon – teclados, guitarra, coros
- Didz Hammond – bajo, sintetizador, guitarra, coros[5]

## Discografía
- See This Through and Leave (2002)
- Kick Up the Fire, and Let the Flames Break Loose (2003)
- Make This Your Own (2007)